# Camponotus micrositus
Camponotus micrositus é uma espécie de inseto do gênero Camponotus, pertencente à família Formicidae.